# Gunicorn
Gunicorn (Green Unicorn) ist ein Web Server Gateway Interface (WSGI) HTTP-Server. Der Server ist mit vielen Webframeworks kompatibel und  benötigt wenig Ressourcen.

## Architektur
Ein zentraler Master-Prozess verwaltet die Worker-Prozesse. Die Anfragen werden von den Worker-Prozessen bearbeitet.
Es gibt unterschiedliche Arten von Worker-Prozessen:
- Synchrone Worker-Prozesse bearbeiten immer genau eine Anfrage. Dies ist das einfachste Modell. Im Falle eines Fehlers gibt es keine Auswirkungen auf andere Anfragen. Es gibt keine persistenten Verbindungen, jede Verbindung wird geschlossen, nachdem die Antwort gesendet wurde.
- Asynchrone Worker-Prozesse unterstützen persistente Verbindungen.
- Tornado-Worker-Prozesse unterstützen das Tornado-Framework.

## Merkmale
- Unterstützt WSGI, web2py und Django
- Automatisches Worker-Prozessmanagement
- Einfache Python-Konfiguration
- Unterschiedliche Worker-Konfigurationen sind möglich
- Unterstützung von Server-Hooks für Erweiterungen
- Kompatibel mit Python ab Version 3.5[4]